# Grigore Eremei
Grigore Eremei (22. dubna 1935 – ?leden 2025) byl sovětský a moldavský politik.

## Život
Grigore Eremei se narodil v Tîrnově v okrese Edineț.
Od 5. února do 23. srpna 1991 byl posledním prvním tajemníkem Komunistické strany Moldavska, republikové pobočky Komunistické strany Sovětského svazu. Komunistická strana byla v srpnu 1991, těsně po vyhlášení moldavské nezávislosti, vládou zakázána.

## Dílo
- Faţa nevăzută a puterii (vyd. Litera, Kišiněv, 2003).